# Кардиосклероз
Кардиосклеро́з (от др.-греч. καρδία «сердце» и σκληρός «твёрдый») — патология сердечной мышцы, характеризующаяся разрастанием соединительной рубцовой ткани в миокарде, замещением мышечных волокон и деформацией клапанов.
Развитие участков кардиосклероза происходит на месте гибели миокардиальных волокон, что влечёт за собой вначале компенсаторную гипертрофию миокарда, затем дилатацию сердца с развитием относительной клапанной недостаточности. Кардиосклероз является частым исходом атеросклероза коронарных сосудов, ишемической болезни сердца, миокардитов различного генеза, миокардиодистрофии. Последствия — остановка сердца и смерть.

## Классификация
Морфологически различают две формы кардиосклероза: очаговую и диффузную.
В зависимости от этиологии кардиосклероз подразделяют:
- постинфарктный кардиосклероз — развивается после перенесённого инфаркта миокарда, как правило, носит очаговый характер;
- атеросклеротический кардиосклероз — развивается в результате атеросклероза коронарных артерий, носит диффузный характер;
- постмиокардитический кардиосклероз — развивается вследствие возникновения воспалительного процесса в миокарде, носит диффузный характер;
- врождённый кардиосклероз — возникает вследствие врождённых заболеваний, таких как коллагенозы и субэндокардиальный фиброэластоз[1].

## Симптоматика
Очаговый и умеренно выраженный диффузный кардиосклероз часто могут протекать клинически бессимптомно.
Для диагностики диффузного кардиосклероза основными служат симптомы сердечной недостаточности и нарушение сократительной функции миокарда, тем большие, чем большая площадь функциональной ткани миокарда замещена соединительной.
Нарушения проводимости и ритма отмечаются как сердцебиение, аритмия. При развитии явлений сердечной недостаточности появляются одышка, отеки, боли в сердце, снижение выносливости к физическим нагрузкам и т. д.
Кардиосклероз протекает с постепенным прогрессированием и чередованием периодов относительной ремиссии продолжительностью до нескольких лет.

## Диагностика
- ЭКГ
- Эхокардиография
- МРТ или КТ
- Сцинтиграфия миокарда[2]

## Кардиосклероз в ветеринарии
Это поражение сердца, сопровождающееся ограниченной работоспособностью у лошадей и пониженной продуктивностью у коров вследствие недостаточности кровообращения на почве дистрофических изменений миокарда с уплотнением стенок сердца и коронарных сосудов. Кожные венозные сосуды при данном заболевании обычно выступают, и венозное давление у лошадей и коров чаще бывает повышено на 180—300 миллиметров водяного столба.